# Повесть про Сигизмунда и Барбару Радзивилл
Повесть про Сигизмунда и Барбару Радзивилл или «Краткий рассказ о браке короля Сигизмунда Августа с Барбарой Радзивилл» (бел. «Аповесць пра Жыгімонта і Барбару Радзівіл») — историческое и литературное произведение середины XVI века на западнорусском письменном языке. Написано, вероятно в городе Вильно и помещено в летописи «Хроника Великого княжества Литовского и Жомойтского».
В этом художественном произведение, возможно, впервые в истории западнорусской литературной традиции была затронута тема любви.

## Сюжет
Сюжет повести основан на реальных событиях и близок к европейскому приключенческому роману. Великий князь и король Сигизмунд II Август влюбился в Барбару Радзивилл и стал тайно навещать её по ночам. Об интимных отношениях монарха вскоре стало известно во всем Великое княжество Литовское и Королевство Польское. Братья Барбары — влиятельные магнаты Николай Радзивилл Рыжий и Николай Радзивилл Чёрный — просят Сигизмунда не позорить их семью, но он не прислушивается к просьбам.
В конце концов братья Радзивиллы захватывают монарха в комнатах его сестры, и он соглашается жениться на Барбаре. Долгое время никто, кроме свидетеля, господина Кезгайлы, и священника, обвенчавшего Сигизмунда и Барбару, не знал о браке. Когда становится известно о выборе великого князя, магнаты и дворяне начинают отговаривать хозяина отказаться от «неравного брака», но Сигизмунд игнорирует сопротивление и остается верным своему выбору.

## Описание
Творческое новаторство неизвестного автора проявилось в том, что он показал не только состояние и военное дело монархов, но и их личную жизнь, интимные переживания, отразил логику тогдашних конфликтов в высших кругах власти. Принц Сигизмунд Август предстает не только избранным человеком, но и человеком, со своей личной жизнью, переживаниями и чувствами. Диалог между братьями Радзивиллами и Сигизмундом Августом очень ярко проявляется в произведении, во время которого король склоняется к окончательному решению жениться.
Кульминация повести — раскрытие тайны женитьбы короля Сигизмунда на Барбаре. Автор описывает слезливые просьбы знати к монарху об отказе от брака, показывает яростные протесты магнатов, возражения королевской семьи: его отца — Сигизмунда I Старого и его матери — Бона Сфорцы.
Неизвестный автор повести точно передает место и время событий, характеризует эмоциональное состояние персонажей, дает много информации об обычаях, ритуалах и традициях того времени.

## Примечание
- Старажытная беларуская літаратура (XII—XVII стст.) / Уклад, прадм., камент. І. Саверчанкі — Мінск: Кнігазбор, 2010. — («Беларускі кнігазбор»). ISBN 985-6824-43-5
- «Аповесць пра Жыгімонта і Барбару Радзівіл» //Энцыклапедыя гісторыі Беларусі / Рэдкал.: М. В. Біч i інш.; Прадм. М. Ткачова; Маст. Э. Э. Жакевіч. — Мінск: БелЭн, 1993. — Т. 1: А—Беліца. — 494 с. — 20 000 экз. — ISBN 5-85700-074-2. (бел.) — С. 138—139.